# Golfo de Kutch
El golfo de Kutch  es una entrada del mar Arábigo  localizada en la costa occidental de la India, que administrativamente  pertenece en su totalidad al estado de Guyarat. El golfo es conocido por la amplitud diaria extrema de sus mareas.
La profundidad máxima del golfo de Kutch es de 122 m y tiene unos 160 km de longitud. Divide  las regiones de Kutch y la península de Kathiawar, en el estado de Guyarat. El río Rukmavati desemboca en el mar Arábigo cerca.